# Hopser-Polka
Hopser-Polka (Polka du pas sauté) est une polka de Johann Strauss II (op. 28). L'œuvre est créée le 6 septembre 1846 dans la salle Strauss, dans le bâtiment du Théâtre der Josefstadt à Vienne.

## Histoire
La polka est composée à l'occasion du soi-disant Bal Grazien et est également créée lors de cet événement. Une partie du public est issue des milieux artistiques. C'est l'occasion pour le compositeur de se faire entendre dans ces milieux, d'autant plus qu'il se voit refuser l'accès à la bourgeoisie, qui compte parmi les fidèles partisans de son père, son rival. En même temps, Strauss veut aussi séduire les jeunes avec cette danse. La danse du pas sauté est généralement une polka, mais à l'époque elle était dansée selon certaines règles appréciées des jeunes.

## Durée
Sa durée d'exécution est d'environ 3 minutes et 40 secondes. Elle peut varier légèrement selon l'interprétation musicale du chef d'orchestre.

## Interprétation notable
En 1999, la pièce est interprétée au concert du nouvel an à Vienne, sous la direction de Lorin Maazel.